# I Love Rock 'n' Roll
"I Love Rock 'n Roll" là ca khúc nhạc rock sáng tác năm 1975 bởi Alan Merrill và Jake Hooker của ban nhạc The Arrows, người thu âm phiên bản đầu tiên.

## Phiên bản của Britney Spears
"I Love Rock 'n' Roll" là đĩa đơn thứ tư trích từ album Britney (2001) tại thị trường châu Âu của nghệ sĩ thu âm người Mỹ Britney Spears. Bài hát còn được sử dụng trong bộ phim năm 2002 của cô Crossroads.

### Danh sách track và định dạng
- Đĩa CD tại châu Âu #1

1. "I Love Rock 'n' Roll" (bản album) — 3:06
2. "Overprotected" (Darkchild Remix) — 3:18

- Đĩa CD tại Châu Âu #2/Úc

1. "I Love Rock 'n' Roll" (bản album) — 3:08
2. "I Love Rock 'n' Roll" (bản karaoke) — 3:06
3. "Overprotected" (Darkchild Remix) — 3:20
4. "I'm Not a Girl, Not Yet a Woman" (Metro Remix) — 5:26

- Đĩa CD tại Đức #1

1. "I Love Rock 'n' Roll" (bản album) — 3:07
2. "I Love Rock 'n' Roll" (bản karaoke) — 3:05

- Đĩa CD tại Đức #2

1. "I Love Rock 'n' Roll" (bản album) — 3:07
2. "I Love Rock 'n' Roll" (bản karaoke) — 3:05
3. "Overprotected" (Riprock 'N Alex G Remix) — 3:25
4. "I'm Not a Girl, Not Yet a Woman" (Metro Remix) — 5:24

- Đĩa CD maxi tại Nhật

1. "I Love Rock 'n' Roll" (bản album) — 3:06
2. "I Love Rock 'n' Roll" (bản karaoke) — 3:04
3. "Overprotected" (Darkchild Remix) — 3:20
4. "I'm Not a Girl, Not Yet a Woman" (Metro Remix) — 5:25
5. "I'm a Slave 4 U" (Thunderpuss Radio Mix) — 3:18
6. "I'm a Slave 4 U" (Miguel Migs Petalpusher Vocal) — 5:30
7. "I'm Not a Girl, Not Yet a Woman" (Spanish Fly Dub Mix) — 5:55

- Đĩa CD tại Anh quốc

1. "I Love Rock 'n' Roll" (bản album) — 3:06
2. "I Love Rock 'n' Roll" (bản karaoke) — 3:04
3. "Overprotected (Darkchild Remix Radio Edit)" — 3:06
4. "I Love Rock 'n' Roll" (Video) — 3:06

- Đĩa đơn cassette

1. "I Love Rock 'n' Roll" (bản album) — 3:06
2. "I Love Rock 'n' Roll" (bản karaoke) — 3:04
3. "Overprotected" (Darkchild Remix trên Radio) — 3:06

- Đĩa đơn nhạc số (Digital 45)

1. "I Love Rock 'n' Roll" — 3:07
2. "I'm Not a Girl, Not Yet a Woman" (Metro Remix Radio Edit) — 3:29

### Xếp hạng và chứng nhận
| Bảng xếp hạng (2002)                    | Vị trí cao nhất |
| --------------------------------------- | --------------- |
| Úc (ARIA)                               | 13              |
| Áo (Ö3 Austria Top 40)                  | 9               |
| Bỉ (Ultratop 50 Flanders)               | 15              |
| Bỉ (Ultratop 50 Wallonia)               | 27              |
| Canada (Nielsen SoundScan)              | 32              |
| Croatia (HRT)                           | 8               |
| Châu Âu Hot 100 Singles (Music & Media) | 24              |
| Phần Lan (Suomen virallinen lista)      | 19              |
| Đức (GfK)                               | 7               |
| Hungary (Single Top 40)                 | 6               |
| Ireland (IRMA)                          | 8               |
| Ý (FIMI)                                | 20              |
| Nhật Bản (Oricon)                       | 26              |
| Hà Lan (Dutch Top 40)                   | 17              |
| Hà Lan (Single Top 100)                 | 18              |
| Bồ Đào Nha (AFP)                        | 4               |
| Romania (Romanian Top 100)              | 42              |
| Scotland (OCC)                          | 7               |
| Slovenia (RTV)                          | 10              |
| Thụy Điển (Sverigetopplistan)           | 15              |
| Thụy Sĩ (Schweizer Hitparade)           | 15              |
| Anh Quốc (OCC)                          | 13              |
| Anh Quốc Indie (OCC)                    | 2               |

| Bảng xếp hạng (2002)             | Vị trí |
| -------------------------------- | ------ |
| Australian Singles Chart         | 68     |
| Belgium Singles Chart (Flanders) | 76     |
| German Singles Chart             | 96     |
| Swedish Singles Chart            | 85     |
| Swiss Singles Chart              | 81     |

#### Chứng nhận
| Quốc gia                                                                           | Chứng nhận | Số đơn vị/doanh số chứng nhận |
| ---------------------------------------------------------------------------------- | ---------- | ----------------------------- |
| Úc (ARIA)                                                                          | Vàng       | 35.000^                       |
| * Chứng nhận dựa theo doanh số tiêu thụ. ^ Chứng nhận dựa theo doanh số nhập hàng. |            |                               |

### Lịch sử phát hành
| Nước           | Ngày                | Định dạng    | Nhãn |
| -------------- | ------------------- | ------------ | ---- |
| Đức            | 27 tháng 5 năm 2002 | Đĩa đơn maxi | JIVE |
| Nhật Bản       | 19 tháng 6 năm 2002 | Đĩa đơn maxi | Sony |
| Vương quốc Anh | 1 tháng 7 năm 2002  | Đĩa đơn maxi | JIVE |